# Casey Kaufhold
Casey Kaufhold (* 6. März 2004 in Lancaster, Pennsylvania) ist eine US-amerikanische Bogenschützin, die mit dem Recurvebogen schießt.

## Werdegang
Kaufholds Leidenschaft für das Bogenschießen liegt in der Familie, bereits ihr Vater Robert war im Team der USA aktiv und ihre Eltern besitzen ein Geschäft für Bogenschießenzubehör. Auch ihr älterer Bruder Connor ist in dem Sport aktiv. Sie entschied sich nach eigener Aussage auch deshalb für den Sport, da er sich deutlich von anderen unterscheide.
Ihren ersten internationalen Auftritt im Seniorenbereich hatte Kaufhold im Alter von gerade einmal 14 Jahren, als sie bei den GT Open 250 in Luxemburg antrat und den Wettkampf prompt gewann. Seit dem Jahr 2019 ist sie Teil der amerikanischen Weltcupmannschaft. Bei ihrem ersten Auftritt auf dieser Ebene des Sports gewann sie beim Weltcup in Medellín im Mixed an der Seite von Brady Ellison die Silbermedaille. Im gleichen Jahr nahm sie an ihren ersten Weltmeisterschaften teil. Zudem standen noch die Panamerikanischen Spiele in Lima auf ihrem Wettkampfprogramm. Dort gewann Kaufhold im Einzel die Bronzemedaille. Zudem konnte sie gemeinsam mit Khatuna Lorig und Erin Mickelberry die Goldmedaille in der Mannschaft und mit Ellison die Goldmedaille im Mixed gewinnen.
Bei dem wegen der COVID-19-Pandemie um ein Jahr verschobenen finalen Qualifikationsturnier für die Olympischen Spiele erreichten die US-Frauen einen Platz unter den besten drei Nationen im Mannschaftswettbewerb und qualifizierten sich für die Wettkämpfe in Tokio. Nach erfolgreichem Abschneiden bei den Auswahlmeisterschaften wurde sie in das amerikanische Team für Tokio berufen. Dort trat Kaufhold im Einzel und mit der Mannschaft an. Letztere unterlag in ihrem ersten K.-o.-Duell dem Team des Russischen Olympischen Komitees deutlich mit 0:6. Im Einzel konnte Kaufhold zunächst die Spanierin Inés de Velasco bezwingen, ehe sie in der zweiten Runde gegen Ren Hayakawa verlor. Bei den kurz nach den Olympischen Spielen ausgetragenen Weltmeisterschaften in ihrer amerikanischen Heimat schoss sich Kaufhold bis in das Finale und musste sich nur Jang Min-hee geschlagen geben.
Bei den Panamerikameisterschaften 2022 gewann sie Bronze im Einzel sowie Silber im Mixed und mit der Mannschaft. Bei den Panamerikanischen Spielen konnte sie ihr Abschneiden von den Spielen vier Jahre zuvor in Lima wiederholen. Erneut gewann Kaufhold Bronze im Einzel und jeweils Gold mit der Mannschaft und im Mixed. Zudem wurde sie im November 2023 erstmals als Weltranglistenerste geführt, womit sie die erste Amerikanerin an der Spitze des Rankings seit dessen Einführung im Jahr 2001 ist. Bei den Olympischen Spielen 2024 in Paris gewann sie mit Brady Ellison im Mixed die Bronzemedaille. Nachdem die beiden im Halbfinale zunächst den Deutschen Florian Unruh und Michelle Kroppen mit 3:5 unterlegen waren, bezwangen sie im Duell um Bronze ihre indischen Gegner mit 6:2.

## Persönliches
Kaufhold ist Linkshänderin und schießt trotz einer Sehschwäche ohne Brille oder Kontaktlinsen. Täglich schießt sie etwa 200 Pfeile und kommt somit auf ein Trainingspensum von 1400 bis 1500 Pfeilen pro Woche. Sie studiert an der Texas A&M University, pausiert im Studium jedoch aktuell in Vorbereitung auf die Olympischen Spiele in Paris.